# Gabriela Dauerer

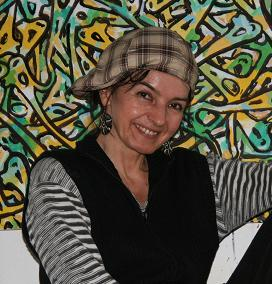
Gabriela Dauerer

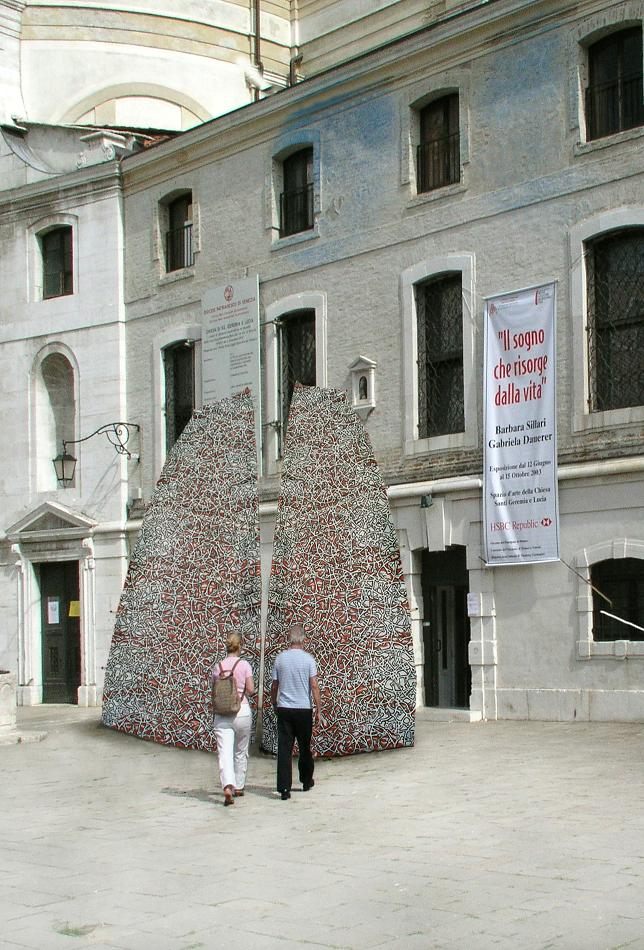
Biënnale van Venetië 2003

Gabriela Dauerer (Neurenberg, 1958) is een Duits kunstschilder.

## Leven en werk
Dauerer studeerde schilderen aan de Academie van Beeldende Kunsten te Neurenberg van 1979 tot 1986, en aan de Ècole Pilote Internationale d`Arte et de Recherche, Villa Arson, Nice van 1984 tot 1986.
Ze won in 1988 de Villa Romana-prijs en werkte tien maanden in Florence. In 1992 won ze een studiebeurs van het Bayerisches Staatsministerium für Wissenschaft, Forschung und Kunst voor een verblijf in New York.
Ze werkte van 1989 tot 2002 in Mönchengladbach en sindsdien in Neurenberg.
Ze maakt figuratieve penseeltekeningen en collages en abstracte schilderijen met over-all structuren.

## Musea
- Kunstcollecties de stad Neurenberg
- Museum Abteiberg in Mönchengladbach

## Tentoonstellingen (selectie)
- 1985 Centre national des arts plastiques, Villa Arson, Nice - Frankrijk
- 1986 Centre d' Art Contemporain du C.A.C. Pablo Neruda, Parijs - Frankrijk
- 1988 Staatsgalerie Stuttgart - Duitsland
- 1989 Galerie Zimmer, Düsseldorf - Duitsland
- 1992 Art Dècovertes Grand Palais, Parijs - Frankrijk
- 1994 Galerie Oliver Henn, Maastricht - Nederland
- 1995 Goethe-Institut - Japan
- 1995 Paszti-Bott Galerie, Köln - Duitsland
- 1996 Museum für zeitgenössische Kunst Mantua - Italië
- 2003 Biënnale van Venetië - Italië
- 2010 Musée des beaux-arts, Nice - Frankrijk